# 德斯蒙德·弗格森
德斯蒙德·弗格森（英語：Desmond Ferguson，1977年7月22日—），美国NBA联盟前职业篮球运动员。